# Louit
Louit település Franciaországban, Hautes-Pyrénées megyében. Lakosainak száma 198 fő (2022. január 1.). Louit Soréac, Bouilh-Péreuilh, Collongues, Dours és Sabalos községekkel határos.

## Népesség
A település népességének változása:
| Lakosok száma | 190  | 200  | 203  | 196  | 192  | 188  | 191  | 192  | 198  |
|               | 2013 | 2015 | 2016 | 2017 | 2018 | 2019 | 2020 | 2021 | 2022 |